# Varbergs MTB
Varbergs MTB (Varbergs Mountainbike-klubb) är en klubb som är verksam i Varbergs kommun, Hallands län. Den bildades 1992 av "en grupp entusiaster med skiftande bakgrund" och hade 2023 cirka 400 medlemmar[källa behövs].
En framträdande del av verksamheten är det årliga arrangemanget Bockstensturen (BST), som hittills har omfattat tre distanser - 25, 50 och 100 kilometer. Den sistnämnda ett så kallat maratonlopp, som ingår i Långloppscupen. 2023 går åter Bockstensturen i Åkulla där allt började en gång. 2023 fick Bockstensturen SM status i XCM 2023 med distanserna 30, 60, 90 kilometer.[källa behövs].